# Siebel Si 201
Il Siebel Si 201 era un aereo da ricognizione e da collegamento sviluppato dall'azienda aeronautica tedesca Siebel Flugzeugwerke KG negli anni trenta e rimasto allo stadio di prototipo.
Dotato di un aspetto anticonvenzionale e destinato ad equipaggiare i reparti della Luftwaffe, valutato dalle autorità militari tedesche non riuscì ad imporsi sui progetti concorrenti e di conseguenza venne abbandonato ogni suo sviluppo.

## Storia del progetto
Nel luglio 1935, il Reichsluftfahrtministerium emanò una richiesta per la realizzazione di un velivolo con caratteristiche STOL da utilizzarsi nel ruolo di aereo da collegamento e ricognizione. Al bando, oltre alla Siebel, partecipò anche la Gerhard-Fieseler-Werke la quale presentò il progetto di quello che diventerà il famoso aereo STOL Fieseler Fi 156 Storch, la Messerschmitt AG con il suo Bf 163 e la Focke-Wulf Flugzeugbau AG con l'autogiro Focke-Wulf Fw 186.
Il Reichsluftfahrtministerium alla fine delle prove comparative preferì lo Storch in quanto velivolo più moderno e versatile, di conseguenza il progetto dell'Si 201 venne abbandonato.

## Tecnica
Il Si 201 era un velivolo dall'aspetto decisamente non convenzionale. La fusoliera era realizzata in tecnica mista, ovvero tubi d'acciaio saldati e ricoperta di compensato e tela. Era dotata anteriormente di una cabina di pilotaggio chiusa, con i posti in tandem, dotata da ampie finestrature rettangolari.
L'ala alta a parasole e a semisbalzo era collegata alla fusoliera tramite due robusti montanti obliqui. La stessa era a freccia positiva ed integrava la gondola motore che faceva parte unica anche con la sezione posteriore della cabina di pilotaggio. La motorizzazione era comune agli altri modelli concorrenti, ovvero un Argus As 10 C 8 cilindri a V rovesciata da 177 kW (240 PS) montato però in configurazione spingente.
La parte posteriore proseguiva in una sottile trave di coda e terminava in una coda dall'aspetto tradizionale e dall'impennaggio monoderiva. Il carrello d'atterraggio era fisso, con le due ruote fissate ad una struttura a sua volta collegata alla fusoliera e completate posteriormente da un pattino d'appoggio posto sotto la coda.

## Utilizzatori
Germania
- Luftwaffe

unicamente per prove di valutazione.